# روی پروربز
روی پروربز (انگلیسی: Roy Proverbs; ۸ ژوئیهٔ ۱۹۳۲ – ۱۷ فوریهٔ ۲۰۱۷) یک بازیکن فوتبال اهل بریتانیا بود.
از باشگاه‌هایی که در آن بازی کرده‌است می‌توان به باشگاه فوتبال تانبریج ولز، باشگاه فوتبال جیلینگام، باشگاه فوتبال کانتربوری سیتی، باشگاه فوتبال ای. اف. سی بورنموث، باشگاه فوتبال کاونتری سیتی، باشگاه فوتبال بنبری یونایتد و باشگاه فوتبال استراتفورد تاون اشاره کرد.